# Hotellsvit

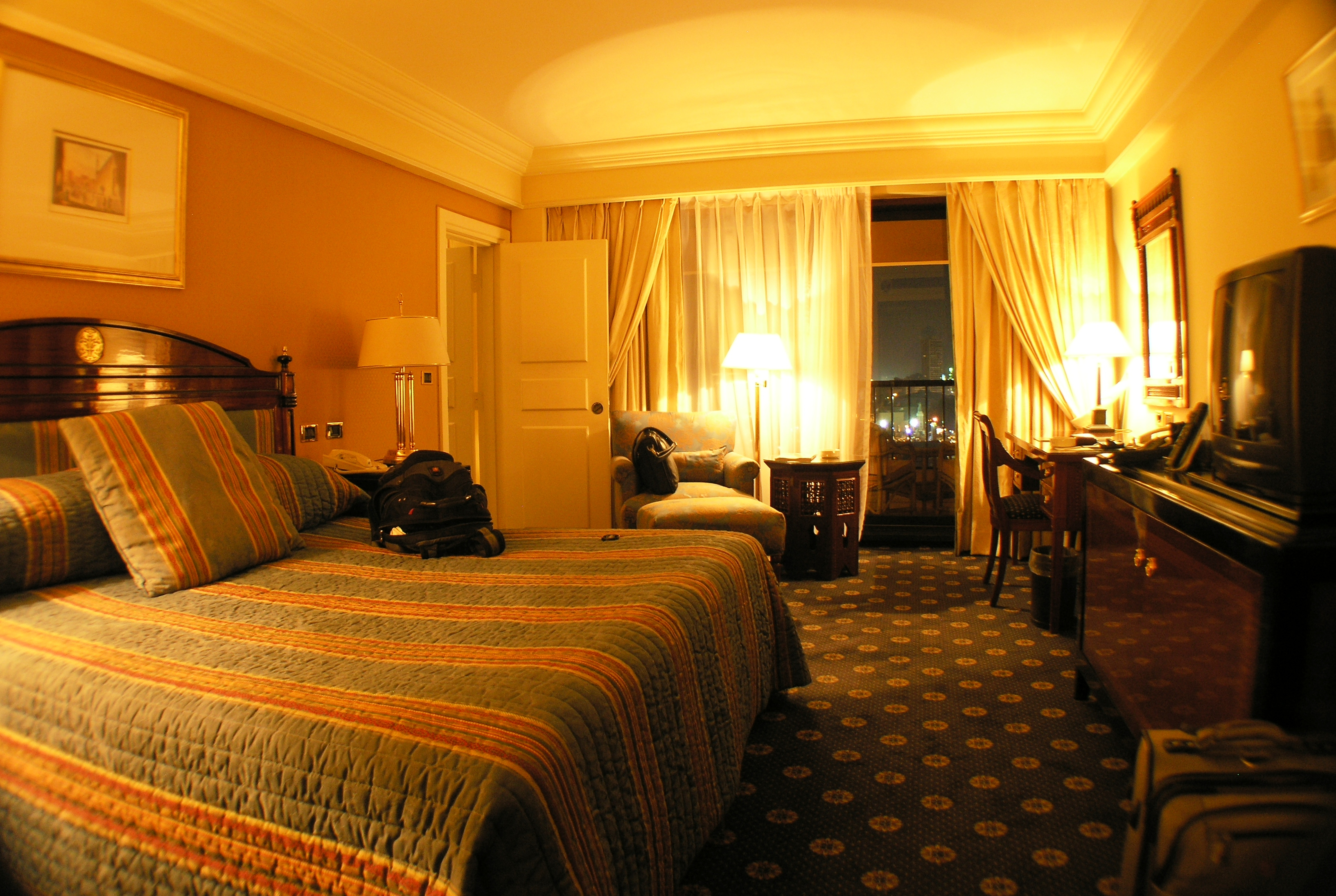
En hotellsvit i Kairo.

Svit är två eller flera rum på ett hotell som kan hyras tillsammans. En svit har normalt större total yta, högre klass och är oftast dyrare än de vanliga hotellrummen. Vanligen är det ett sovrum och ett vardagsrum.
En svit kan ha olika namn efter framträdande personer eller fantasinamn; ofta förekommande är bröllopssvit, kungasvit eller presidentsvit.